# 长穗偃麦草
长穗偃麦草（学名：Elytrigia elongata），又称偃麦草、长穗薄冰草、长穗冰草和高冰草，为禾本科偃麦草属下的一种耐盐碱多年生植物。其种加词“elongata”意为“长的”。

## 分佈
这种植物原产欧洲南部和小亚细亚。现在在北美洲西部温暖地区种植范围较大。